# フォルクスワーゲン・イオス
イオス（Eos ）は、フォルクスワーゲンがかつて製造、販売していた電動格納式ハードトップを採用する乗用車である。

## 概要
ガラスルーフを採用した4シーターオープンカー。いわゆるクーペカブリオレ形式である。そのルーフ部分はミニコンバーチブルと同様に頭上部分だけをスライドさせてサンルーフのように使うことも可能となっている。
通常、3分割が多いこの種のルーフだが、イオスは世界初の5分割とすることできめ細かい動作を可能とし、25秒での開閉を可能としている。世界初のこの独特のルーフシステムは、同じくオープンカーであるダイハツ・コペンにも関わった自動車部品メーカー・OASysによるものである。
ゴルフVが車体のベースであるが、外観は大幅にアレンジされ、ひと目見ただけでは別の車との印象さえ受ける。
そのキャラクターからゴルフIIIカブリオレの後継と思われがちだが、フォルクスワーゲン自身が「ゴルフIIIカブリオレの後継的意味合いはニュービートル・カブリオレであり、この車はゴルフとパサートの間に位置する新しいジャンルの車」と明言しているとおり、別コンセプトの車である。実際に中身は前半分がゴルフ、後半分がパサートのものを流用している。
製造開始は2005年末であったが、風きり音に関する問題が発生したことから、供給開始が遅延した。欧州では2006年春、北米では同年夏、日本では同年10月の発売となった。
製造は、ポルトガル・パルメラ(Palmela)のVWオートヨーロッパ工場である。日本国内では2009年夏に発売を終了。
2010年にマイナーチェンジが行なわれ、フェイスリフトとしてゴルフVI風のグリルを採用した。
2015年に生産・販売終了。

## モデル
欧州では直列4気筒 1.6L DOHCと同2.0L、直列4気筒 2.0L TDIディーゼルも選べるが、日本仕様は直列4気筒 2.0L DOHC ターボエンジンを搭載した「2.0T」（438万円）とV型6気筒 3.2L DOHCエンジン搭載の「V6」（498万円）である。ともに駆動方式はFF、6速DSG、右ハンドルのみの設定。外板色は6色、内装色は3色が用意される。なお後期モデルは日本国内への導入を見送られている。

## リコール情報・その他
自動変速機のクラッチ温度センサーにおいて、製造時の配線のかしめが不充分なものがあるため、エレクトロニックコントロールユニットに誤信号が送られ、当該変速機が油温異状していると誤診断することがある。そのため、メーター内シフト表示が点滅し、最悪の場合、フェールセーフ機能が働き、走行不能になるおそれがある。リコールにより無償修理可能
。